# Сидеритові руди
Сидери́тові ру́ди — залізні руди, підрозділяються на кристалічні сидеритові руди і глинисті шпатові залізняки. Вони зустрічаються в гідротермальних і вулканогенних осадових родовищах.
Вміст заліза в сидеритових рудах 30—35 %. Після випалювання сидеритових руд в результаті видалення СО2, одержують тонкопористі залізооксидні концентрати, які містять 1—2 %, а іноді до 10 % марганцю.
В зоні окиснення сидеритові руди перетворюються в бурі залізняки.

## Технологічні характеристики сидеритових руд
В країнах пострадянського простору сидеритові руди представлені Бакальською групою залізорудних родовищ (Південний Урал). Більшість родовищ спрацьовується відкритим способом. Залежно від умов утворення рудні тіла мають шароподібну, лінзоподібну, гнездоподібну та жилоподібну форму. Характерним для родовищ Бакала є широке поширення кварцитів. В мінералогічному відношенні сидеритові руди Бакала являють собою не хімічно чистий карбонат заліза (FeCO3), а мають ізоморфну домішку магнію і кальцію, утворюючі сидероплезит.
При випалі сидероплезит змінює свій хімічний склад і здобуває сильні магнітні властивості, утворюючі магномагнетит (відновлювальний випал) або магномаггемит (відновно-окисний випал).
Незважаючи великі запаси сидерити не знайшли широкого застосування в пострадянських країнах з наступних причин: несприятливі умови видобутку — залягають під окисленими рудами на глибині 100—500 м ; низький вміст заліза (28-33 %); підвищений вміст окису магнію MgO (понад 10 %), що приводить при доменній плавці до утворення тугоплавких шлаків.
Сидеритові руди в ряді країн далекого зарубіжжя (Канада, Австрія, Чехія, Польща, Югославія) становлять основну залізорудну базу.
Основні мінерали рудних тіл — сидерит, силікати заліза, магнетит, лімоніт і гематит. Головний рудний мінерал — сидерит (2/3 заліза). Рудні й нерудні мінерали перебувають у тонкому проростанні (0,001-0,03 мм). Нерудні мінерали представлені кварцом, кальцитом й апатитом.